# Michael Manson (homme politique)
Pour les articles homonymes, voir Michael Manson et Manson.
Michael Manson (29 avril 1857-11 juillet 1932) est un homme politique canadien de la Colombie-Britannique. Il est député provincial conservateur de la circonscription britanno-colombienne de Comox de 1909 à 1916 et de Mackenzie de 1924 à 1933.

## Biographie
Né à Pickigarth dans le Shetland en Écosse, Manson s'établit en Colombie-Britannique en 1874. Directeur de la Call Creek Oyster Company, il sert également comme juge de paix. De 1887 à 1895, il opère un poste de traite comme maître de poste à l'île Cortes avec son frère John.
Manson meurt à Bella Coola en 1932 à l'âge de 75 ans.
La communauté de Mansons Landing sur l'île Cortes est nommé en son honneur.